# Peter Verow
Peter Verow, né le 20 mai 1953 à Durham, est un joueur professionnel de squash représentant l'Angleterre. Il est champion britannique en 1978 et champion du monde par équipes en 1979.

## Biographie
Après sa carrière de joueur de squash, il exerce d'abord comme médecin anesthésiste puis comme médecin du travail,.

## Palmarès

### Titres
- Championnats britanniques : 1978
- Championnats du monde par équipes : 1979
- Championnats d'Europe par équipes : 5 titres (1974, 1976, 1979, 1981, 1982)